# Cratere Maidstone
Maidstone  è un cratere sulla superficie di Marte.